# Im Dulbaum bei Alsbach
Im Dulbaum bei Alsbach este o arie protejată (arie specială de conservare — SAC, sit de importanță comunitară — SCI) din Germania întinsă pe o suprafață de 9,3 ha, integral pe uscat.

## Localizare
Centrul sitului Im Dulbaum bei Alsbach este situat la coordonatele 49°44′46″N 8°35′27″E / 49.7461°N 8.5908°E.

## Înființare
Situl Im Dulbaum bei Alsbach a fost declarat sit de importanță comunitară în iunie 2000 pentru a proteja 1 specie de plante și 2 specii de animale. Situl a fost protejat și ca arie specială de conservare în martie 2008.

## Biodiversitate
Situată în ecoregiunea continentală, aria protejată conține 2 habitate naturale: Pajiști calcaroase din nisipuri xerice, Pajiști stepice subpanonice.
La baza desemnării sitului se află mai multe specii protejate:
- plante (1): Jurinea cyanoides
- păsări (2): sfrâncioc roșiatic (Lanius collurio), ciocănitoare verzuie (Picus canus)

Pe lângă speciile protejate, pe teritoriul sitului au mai fost identificate 3 specii de plante, 1 specie de păsări, 5 specii de nevertebrate, 1 specie de reptile.